# Djebahia
Djebahia è un comune dell'Algeria, situato nella provincia di Bouira.